# Aubourn
Aubourn är en by i civil parish Aubourn with Haddington, i distriktet North Kesteven, i grevskapet Lincolnshire, i England. Byn är belägen 10 km från Lincoln. Aubourn var en civil parish fram till 1931 när blev den en del av Aubourn, Haddington and South Hykeham. Civil parish hade 212 invånare år 1921. Byn nämndes i Domedagsboken (Domesday Book) år 1086, och kallades då Adburne.